# Zelotes kusumae
Zelotes kusumae är en spindelart som beskrevs av Benoy Krishna Tikader 1982. Zelotes kusumae ingår i släktet Zelotes och familjen plattbuksspindlar. Inga underarter finns listade i Catalogue of Life.